# Emblema nacional de Mozambique
El emblema nacional de Mozambique fue adoptado el 25 de junio de 1975. Está claramente inspirado en emblemas similares usados por numerosos países socialistas del siglo XX. Estaba formado por una rueda dentada de oro, símbolo del trabajo y la industria, con un mar azul celeste con olas de color azul oscuro al pie en representación del Océano Índico, surmontado de un suelo verde con la forma del mapa del país; sobre el mapa, un libro blanco, símbolo de la educación,  y en el horizonte un sol radiante rojo, símbolo de la construcción de una nueva vida, como dice el artículo 194 de la Constitución. Sobre el todo, un azadón y un rifle AK-47 al natural, en representación del campesinado y la producción agrícola y la defensa y vigilancia, respectivamente. La rueda está flanqueada por un ramo de caña de azúcar y uno de maíz en representación de la riqueza agrícola, que al punto donde se acercan por arriba tienen una estrella roja que los separa, símbolo del socialismo o, según la Constitución, de «espíritu de la solidaridad internacional del pueblo mozambiqueño»; en la parte inferior están separados por una cinta de gules en cuanto a la forma redonda semicircular de la parte inferior de la rueda, en donde está escrito en letras de sable República Popular de Moçambique (en lengua española:República Popular de Mozambique).
Fue objeto de una modificación estilística menor en septiembre de 1982 cuando la cinta de gules se amplió para dar dos vueltas a los ramos de la orla, mientras que el pie de los ramos, de oro, quedaba al descubierto. Los esmaltes se adaptaron a los tonos de la heráldica y el mar pasó a ser de ondas de plata y azur; el mapa se convirtió de sinople y la estrella de la parte superior se perfiló de oro. El 11 de noviembre de 1990, de acuerdo con la nueva Constitución, la leyenda de la cinta fue cambiada a República de Moçambique (en español: República de Mozambique), en letras de oro.

## Escudos históricos
El primer escudo de Mozambique fue el escudo colonial del África Oriental Portuguesa. Por encima de la esfera armilar del escudo de Portugal con corona mural, había un escudo cuadrilongo ibérico semipartido y cortado gayado: al primer cuartel, de plata, cinco escudetes de azur con cinco besantes de plata; al segundo, cuartelado en aspa: 1.º y 4.º de gules, 2.º y 3.º de plata, resaltando sobre el todo un globo terrestre de oro con pie; y al tercero, también de plata, cinco fajas onduladas de sinople, que en la heráldica portuguesa designan el mar. Bajo la esfera, una cinta elaborada de plata con la inscripción Colónia portuguesa de Moçambique (Colonia portuguesa de Mozambique). Este escudo estuvo vigente hasta el 8 de mayo de 1935, y fue sustituido en esa fecha por uno idéntico excepto en el segundo cuartel, donde un haz de siete flechas de sinople apuntando hacia abajo, abierto por arriba y abajo y cerrado en el centro por un lazo de gules, sustituyó el globo. Este escudo estuvo vigente hasta el 25 de junio de 1975, excepto en la leyenda de la cinta, que después del 11 de junio de 1951 pasó a llamarse Provín. portuguesa de Moçambique (Provincia portuguesa de Mozambique).

Escudo de armas provisorio del África Oriental Portuguesa en la década de 1930.
Escudo de armas del África Oriental Portuguesa, del 8 de mayo de 1935 al 11 de junio de 1951.
Escudo de armas del África Oriental Portuguesa, del 11 de junio de 1951 al 25 de junio de 1975.
Escudo de armas simplificado, del 8 de mayo de 1935 al 25 de junio de 1975.
Emblema de la República Popular de Mozambique (1975-1982)
Emblema de la República Popular de Mozambique (1982-1990)